# Federico I di Altena
Federico I di Altena in tedesco: Friedrich von Berg-Altena (1173 – 1199) fu conte di Altena, nell'attuale Germania, dal 1180 fino alla sua morte.

## Origine
Secondo la Chronica Comitum de Marka, Federico era il figlio secondogenito del primo conte della contea di Altena, Eberardo I e della moglie, Adelaide di Amsberg, come viene confermato dalle Europäische Stammtafeln VI, 3 (non consultate), che ancora  secondo le Europäische Stammtafeln VIII, 37 (non consultate), era figlia del conte Goffredo di Amsberg e della moglie Ida di Amsberg.

Engelberto di Berg era il figlio secondogenito del secondo conte documentato della contea di Berg, Adolfo II, come ci viene confermato dal documento nº 401 del Chronica Comitum de Marka, e della sua seconda moglie, una nipote dell'arcivescovo di Colonia Federico I di Schwarzenburg, come conferma la Chronica Albrici Monachi Trium Fontium, e, che secondo le Europäische Stammtafeln XVIII, 2 e XVI 80a (non consultate), si chiamava Irmgarda ed era figlia di Engelberto di Schwarzenburg.

## Biografia
Suo padre, Eberardo morì nel gennaio 1180, come ci viene ricordato dal Das Kloster Altenberg im Dhünthale: Von Montanus [Pseudonym für Vincenz von Zuccalmaglio]. Mit einer Ansicht von Altenberg von A. Weber (Everhardus de Alzena comes et hujus loci benefactor obiit decimo cal. Febr. MCLXXX).

A Eberardo succedettero il figlio primogenito, Arnoldo, assieme al fratello, Federico, come ci viene confermato dalla Chronica Comitum de Marka: ad Arnoldo toccò la zona nord con le città di Hattingen ed Essen e il castello di Isenberg sul Ruhr, mentre a Federico ottenne la proprietà meridionale con il castello di Altena, come ci conferma anche Allgemeine Deutsche Biographie.
Federico, come il padre, Eberardo ebbe un ottimo rapporto con gli arcivescovi di Colonia, come si può dedurre alcuni documenti del Urkundenbuch für die Geschichte des Niederrheins, Volume 1:
- il nº 481, datato 1182, in cui assieme al fratello, Arnoldo (Arnoldus et Fredericus comites de Alcena), fu testimone dell'arcivescovo Philipp von Heinsberg[10];
- il nº 536, datato 1192, in cui assieme al fratello, Arnoldo (comes Arnoldus de Altena et comes Fredericus frater eius), fu testimone dell'arcivescovo Bruno di Berg, suo zio, fratello di suo padre[11];
- il nº 559, datato 1197, in cui assieme al fratello, Arnoldo (fratres nostri comites Arnoldus et Fridericus de Althena), fu testimone dell'arcivescovo Adolfo, suo fratello[12].

Federico morì tra il 1198 ed il 1199; il documento n° DLXXXIII del Regesta historiæ Westfaliæ, datato 1199, ne attesta la morte: il fratello, Adolfo (Adulphus dei gratia Sancte Coloniensis ecclesie Archyepiscopus) lo cita come defunto (frater meus beate memorie comes Fridericus) e fu sepolto nel monastero di Cappenberg a Selm, come viene confermato dal documento nº 72 del Westfälisches Urkundenburch Band III, datato 1210, (patris nostri Friderici comitis de Altena, qui ibidem sepultus), inerente ad una donazione del figlio Adolfo (Graf Adolf von Altena) al monastero di Cappenberg (kl. Kappenberg).
Dopo la morte di Federico, la contea di Altena continuò ad essere divisa, in quanto a Federico succedette il figlio primogenito, Adolfo, come ci viene confermato dal documento nº 14 del Westfälisches Urkundenburch Band VII, datato 1202, inerente ad una donazione dell'arcivescovo Adolfo, in cui vengono citati come testimoni, sia il fratello, Arnoldo col figlio primogenito, Eberardo, ed il piccolo Adolfo, conte di Mark (Arnoldus et Everhardus filius eius comites de Althena, Adolfus puer comes de Marke).

## Matrimonio e discendenza
Federico aveva sposato Alveradis di Krieckenbeck, citata dal figlio, Adolfo nel documento nº 72 del Westfälisches Urkundenburch Band III(Mutter Alveradis);  secondo le Europäische Stammtafeln XVIII, 3 (non consultate), era figlia di Raniero di Krieckenbeck.

Federico da Alveradis ebbe tre figli: 
- Adolfo ( †  1249), conte di Altena, come conferma la Chronica Comitum de Marka[17];
- Federico ( † dopo il 1199), citato assieme al fratello, Adolfo, nel documento n° DLXXXIII del Westfaliæ Regesta, Band II, datato 1199(Adolphus comes de Altena, Fridericus frater eius)[18];
- Enrico ( †  dopo il 1213), citato nel documento nº 79 del Westfälisches Urkundenburch Band III, datato 1211[19].

## Ascendenza
|                      |                     |                           | Genitori                    |  |  | Nonni             |  |  | Bisnonni         |  |
|                      |                     |                           |                             |  |  | Adolfo II di Berg |  |  | Adolfo I di Berg |  |
|                      |                     |                           |                             |  |  | Adolfo II di Berg |  |  | Adolfo I di Berg |  |
|                      |                     | Adelaide di Lauffen       |                             |  |  | Adolfo II di Berg |  |  |                  |  |
| Eberardo I di Berg   |                     |                           |                             |  |  | Adolfo II di Berg |  |  |                  |  |
|                      |                     | Irmgarda di Schwarzenburg | Engelberto di Schwarzenburg |  |  |                   |  |  |                  |  |
|                      |                     | Irmgarda di Schwarzenburg | Engelberto di Schwarzenburg |  |  |                   |  |  |                  |  |
|                      |                     | Irmgarda di Schwarzenburg | …                           |  |  |                   |  |  |                  |  |
| Federico I di Altena |                     | Irmgarda di Schwarzenburg |                             |  |  |                   |  |  |                  |  |
|                      | Goffredo di Amsberg | …                         |                             |  |  |                   |  |  |                  |  |
|                      | Goffredo di Amsberg | …                         |                             |  |  |                   |  |  |                  |  |
|                      | Goffredo di Amsberg | …                         |                             |  |  |                   |  |  |                  |  |
| Adelaide di Amsberg  | Goffredo di Amsberg |                           |                             |  |  |                   |  |  |                  |  |
|                      |                     | Ida di Amsberg            | …                           |  |  |                   |  |  |                  |  |
|                      |                     | Ida di Amsberg            | …                           |  |  |                   |  |  |                  |  |
|                      |                     | Ida di Amsberg            | …                           |  |  |                   |  |  |                  |  |
|                      |                     | Ida di Amsberg            |                             |  |  |                   |  |  |                  |  |

### Fonti primarie
- (LA)  Urkundenbuch zur Landes- und Rechtsgeschichte des Herzogthums Westfalen, Volume 1.
- (LA)  Urkundenbuch für die Geschichte des Niederrheins, Volume 4.
- (LA)  Monumenta Germaniae Historica, tomus XXIII.
- (LA)  Monumenta Germaniae Historica, Scriptores rerum Germanicarum, Nova series, tomus VI.
- (LA)  Zweiter Band, welcher Urkunden v. J. 800 - 1280, band II.
- (LA)  Regesta Historiae Westfaliae.
- (LA)  Das Kloster Altenberg im Dhünthale: Von Montanus [Pseudonym für Vincenz von Zuccalmaglio]. Mit einer Ansicht von Altenberg von A. Weber.

### Letteratura storiografica
- (DE)  Eberhard I. (Graf von Altena und Mark), da Allgemeine Deutsche Biographie
- (LA)  Histoire du Limbourg, vol VI: Codex diplomaticus Valkenburgensis.
- (LA)  (DE)  Levold's von Northof Chronik der Grafen von der Mark und der Erzbischöfe.